# Glenrothes (město)
Glenrothes je město ve Skotsku, ležící na východním pobřeží v oblasti Fife. Bylo vybudováno po druhé světové válce jako jedno z „nových měst Skotska“. V minulosti bylo známé těžbou uhlí, kdežto v od konce 20. století zde roste průmysl a obchod.